# Liste der Monuments historiques in Larivière-Arnoncourt
Die Liste der Monuments historiques in Larivière-Arnoncourt führt die Monuments historiques in der französischen Gemeinde Larivière-Arnoncourt auf.

## Liste der Immobilien
| Bezeichnung                  | Beschreibung                                      | Standort                                           | Kennzeichnung | Schutzstatus | Datum | Bild |
| ---------------------------- | ------------------------------------------------- | -------------------------------------------------- | ------------- | ------------ | ----- | ---- |
| Drei Brücken über die Apance | einbogige Steinbrücken, Ende des 18. Jahrhunderts | Larivière-sur-Apance, nördlich der Ortslage (Lage) | PA52000008    | Classé       | 1996  |      |